# Список главных тренеров «Колорадо Эвеланш»
«Колорадо Эвеланш» (англ. Colorado Avalanche) — профессиональный хоккейный клуб, выступающий Центральном дивизионе Западной конференции Национальной хоккейной лиги (НХЛ). Клуб базируется в городе Денвер, штат Колорадо, США. Домашние матчи проводит на «Болл-арене».
«Эвеланш» были основаны в 1995 году в результате переезда клуба «Квебек Нордикс» из Квебека в Денвер. В первом же сезоне после переезда, «Колорадо» завоевал свой первый Кубок Стэнли в 1996 году, повторив успех в 2001, а в 2022 году выиграл трофей в 3-й раз. Также «Колорадо Эвеланш» трижды выигрывал Президентский Кубок (1997, 2001, 2021).

## Список тренеров

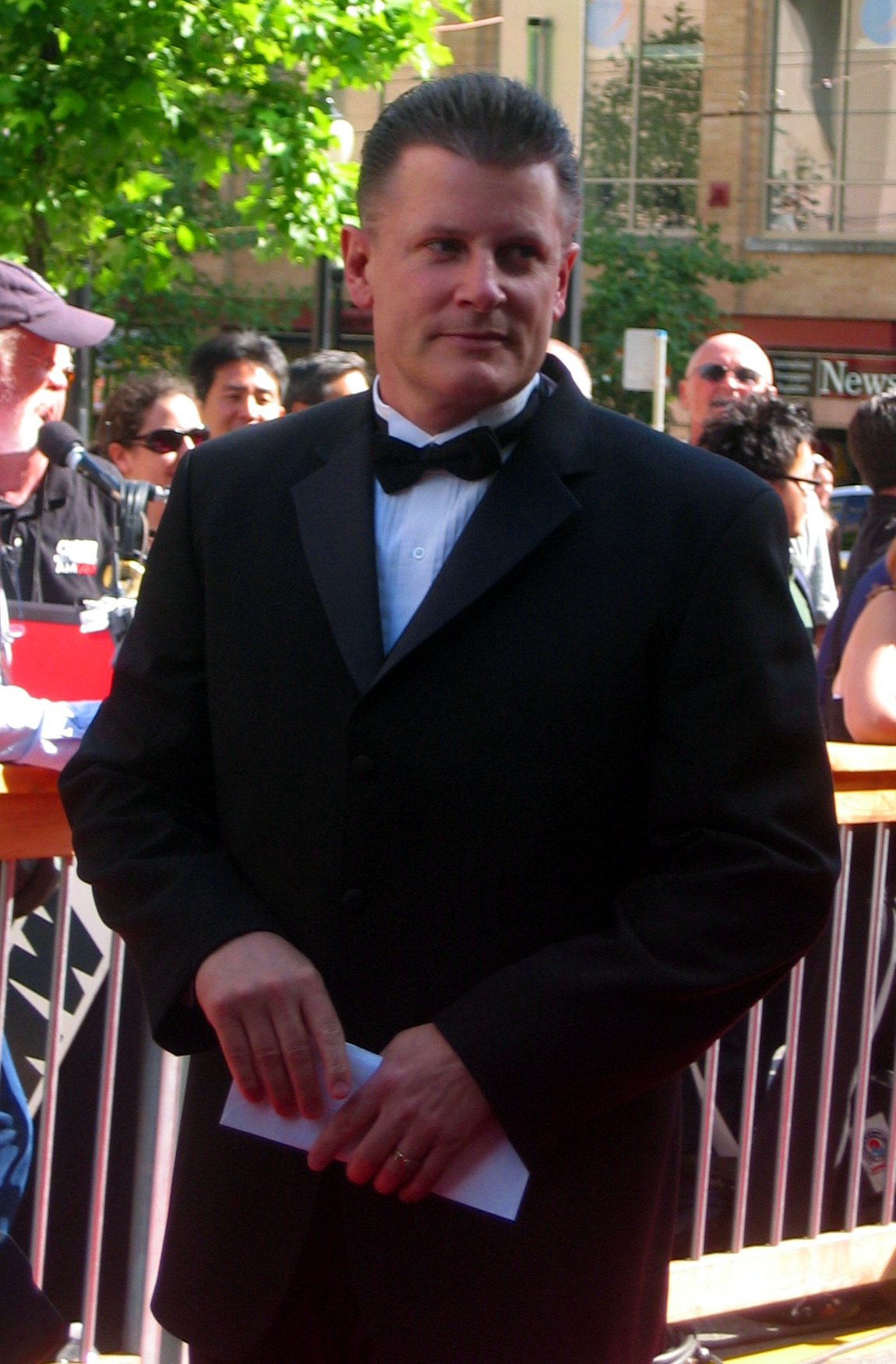
Под руководством Марка Кроуфорда «Эвеланш» выиграли в 1996 году свой первый в истории Кубок Стэнли.

| № | Имя               | Период работы       | Регулярный чемпионат | Регулярный чемпионат | Регулярный чемпионат | Регулярный чемпионат | Регулярный чемпионат | Регулярный чемпионат | Плей-офф | Плей-офф | Плей-офф | Плей-офф | Достижения | Ссылка |
| № | Имя               | Период работы       | И                    | В                    | П                    | Н/ПО                 | О                    | %                    | И        | В        | П        | %        | Достижения | Ссылка |
| - | ----------------- | ------------------- | -------------------- | -------------------- | -------------------- | -------------------- | -------------------- | -------------------- | -------- | -------- | -------- | -------- | --- | ------ |
| 1 | Марк Кроуфорд     | 1995—1998           | 246                  | 135                  | 75                   | 26                   | 306                  | 54,9                 | 46       | 29       | 17       | 63,0     | Чемпион Тихоокеанского дивизиона (1996, 1997, 1998) Приз Кларенса Кэмпбелла (1996) Кубок Стэнли (1996) Президентский Кубок (1997)                      | [ 2 ]  |
| 2 | Боб Хартли        | 1998—2002           | 359                  | 193                  | 108                  | 58                   | 444                  | 53,9                 | 80       | 49       | 31       | 61,3     | Чемпион Северо-Западного дивизиона (1999, 2000, 2001, 2002) Президентский Кубок (2001) Приз Кларенса Кэмпбелла (2001) Кубок Стэнли (2001)              | [ 3 ]  |
| 3 | Тони Гранато      | 2002—2004 2008—2009 | 215                  | 104                  | 78                   | 33                   | 241                  | 48,4                 | 18       | 9        | 9        | 50,0     | Чемпион Северо-Западного дивизиона (2003) | [ 4 ]  |
| 4 | Джоэль Кенневилль | 2005—2008           | 246                  | 131                  | 92                   | 23                   | 285                  | 53,3                 | 19       | 8        | 11       | 42,1     | — | [ 5 ]  |
| 5 | Джо Сакко         | 2009—2013           | 294                  | 130                  | 134                  | 30                   | 290                  | 44,2                 | 6        | 2        | 4        | 33,3     | — | [ 6 ]  |
| 6 | Патрик Руа        | 2013—2016           | 246                  | 130                  | 92                   | 24                   | 284                  | 52,8                 | 7        | 3        | 4        | 42,9     | Чемпион Центрального дивизиона (2014) | [ 7 ]  |
| 7 | Джаред Беднар     | 2016—н. в.          | 246                  | 103                  | 116                  | 27                   | 233                  | 41,8                 | 6        | 2        | 4        | 33,3     | Чемпион Западного дивизиона (2021) Президентский Кубок (2021) Чемпион Центрального дивизиона (2022) Приз Кларенса Кэмпбелла (2022) Кубок Стэнли (2022) | [ 8 ]  |